# ВолгоУралНИПИгаз
Общество с ограниченной ответственностью «Волго-Уральский научно-исследовательский и проектный институт нефти и газа» 
(ООО «ВолгоУралНИПИгаз») — дочернее предприятие ООО «Газпром добыча Оренбург» и внучатое предприятие ОАО «Газпром», выполняющее полный цикл работ от геологических исследований до готовых проектов бурения, разработки, обустройства и реконструкции нефтяных, газовых, нефтегазоконденсатных месторождений, в том числе сероводородосодержащих месторождений.
Институт  имеет около 30 лицензий, свидетельств, сертификатов и заключений об аккредитации

## История
История Волго-Уральского научно-исследовательского и проектного института по добыче и переработке сероводородсодержащих газов «ВолгоУралНИПИгаз» начиналась в 1970-х годах, когда осваивалось и вводилось в разработку Оренбургское газоконденсатное месторождение. Советским специалистам впервые пришлось столкнуться с серьезными трудностями, связанными со значительным содержанием сероводорода в добываемой продукции.
К середине семидесятых геологоразведчики открыли в прикаспийском регионе еще несколько крупных месторождений: Астраханское, Тенгизское и Карачаганакское, в продукции которых также содержался сероводород, причем в весьма больших объемах.
Для решения целого ряда возникших научно-технических проблем и обеспечения устойчивой работы, в первую очередь, Оренбургского газодобывающего комплекса в 1977 году постановлением коллегии Госкомитета по науке и технике и приказом Министерства газовой промышленности СССР на базе Уральского отдела ВНИИГАЗ, Оренбургского отдела комплексного проектирования института «ЮжНИИгипрогаз», ЦНИЛ объединения «Оренбурггазпром» был создан институт «ВолгоУралНИПИгаз».
В 1997 году институт из подразделения «Оренбурггазпром» был преобразован в самостоятельную коммерческую организацию ООО «ВолгоУралНИПИгаз».
По проектам института построены и эксплуатируются месторождения нефти и газа многих регионов России и других стран.
Сегодня институт выполняет проектно-изыскательские и научно-исследовательские работы для месторождений Оренбургской, Ростовской, Самарской, Волгоградской, Иркутской, Астраханской и других областей, Ханты-Мансийского, Ямало-Ненецкого автономного округов, Пермского края, республик Башкортостан и Татарстан, а также Казахстана и стран Средней Азии.

## Направления деятельности
- Проектирование объектов нефтегазовых производств

Выполнение  комплекса  изыскательских работ для любых организаций в цифровых форматах, в том числе и в формате 3D: инженерно-геодезические, инженерно-геологические, инженерно-гидрологические, гидрометеорологические и инженерно-экологические; выполнение проектов обустройства объектов нефтегазоконденсатных месторождений с использованием современных мировых технологий моделирования проектирования; проектирование магистральных трубопроводов; проектирование объектов: нефтехимических и нефтеперерабатывающих установок,  транспорта нефти и газа, нефтегазохранилищ, котлонадзора и газового хозяйства, инженерной инфраструктуры, промстроительства, жилья и соцкультбыта; разработка бизнес-планов и инвестиционных проектов; выполнение функций генерального проектировщика.
- Научные разработки в области геологии, бурения, разработки месторождений, переработки,транспорта и учета углеводородного сырья

Разработка регламентов буровых растворов, крепления скважин, промысловой подготовки, переработки и транспорта углеводородного сырья, выбор эффективных реагентов для указанных целей; решение вопросов интенсификации притока углеводородного сырья из низкопроницаемых карбонатных  коллекторов; проектирование строительства нефтяных и газовых скважин в геологических разрезах I категории сложности; проектирование разработки нефтяных и газоконденсатных месторождений с использованием трехмерных газогидродинамических моделей; проектирование систем сбора, подготовки и переработки углеводородного сырья, содержащего агрессивные компоненты; проведение технико-экономического анализа проектов разработки нефтяных и газоконденсатных месторождений; создание постоянно действующих геолого-технологических моделей, позволяющих эффективно уточнять модель пласта, корректировать систему разработки с целью повышения коэффициентов углеводородоотдачи недр  и улучшения технико-экономических показателей; разработка и совершенствование технологий  подготовки, переработки и транспорта углеводородного сырья.
- Метрологическое  обеспечение, разработка автоматизированных систем учета продукции и сырья.  Разработка и внедрение комплексных систем автоматизированного управления и контроля технологических процессов

- Научные и проектные  разработки  в области   промышленной  и экологической безопасности, обеспечения надежности производства

Разработка проектов нормирования уровней воздействия на окружающую среду (ПДВ, ПДС, ПНООЛР) и обоснование лимитов природопользования; проведение инженерно-экологических изысканий для строительства на стадии прединвестиционных, предпроектных и проектных работ;  проведение работ по определению воздействия на окружающую среду проектируемых и действующих предприятий и разработка мероприятий по охране окружающей среды в составе проектной документации; разработка научной документации, специализированных разделов к предпроектной и проектной документации и иных документов по промышленной безопасности; разработка деклараций промышленной безопасности опасных производственных объектов; разработка  систем управления безопасностью нефтегазоконденсатных предприятий, включая подсистему аварийного реагирования при возможных чрезвычайных ситуациях; разработка и внедрение комплексных систем экологического мониторинга и мониторинга чрезвычайных ситуаций; разработка технологий коррозионной защиты оборудования; выполнение экспертиз: в области независимой оценки рисков в области гражданской обороны, защиты населения и территории от чрезвычайных ситуаций и пожарной безопасности; в области промышленной безопасности (проектной  документации, технических  устройств, зданий и сооружений, деклараций промышленной безопасности и иных документов); в области энергетики на проведение работ по экспертизе в области нормирования технологических потерь  ТЭР, удельных расходов, запасов топлива; негосударственной экспертизы проектной документации и результатов инженерных изысканий.